# Euchlaena madusaria
Euchlaena madusaria är en fjärilsart som beskrevs av Walker 1860. Euchlaena madusaria ingår i släktet Euchlaena och familjen mätare. Inga underarter finns listade i Catalogue of Life.